# Pomnik Józefa Piłsudskiego w Przemyślu
Pomnik Józefa Piłsudskiego w Przemyślu – popiersie marszałka Józefa Piłsudskiego, stojące u zbiegu ulic Wodnej i Mostowej w Przemyślu, autorstwa Józefa Kalinowskiego.
Powstał w 2002 z inicjatywy Polskiego Związku Wschodniego w Przemyślu. Projektantem pomnika był artysta plastyk Józef Kalinowski. Odlew popiersia wykonali przemyscy ludwisarze z wytwórni dzwonów Jana Felczyńskiego. W 2018 zyskał nowy, wyższy postument i okolicznościową tablicę a plac, na którym stoi pomnik, został rozbudowany, przybierając ostatecznie kształt Krzyża Virtuti Militari. Krzyż, podobnie jak nowy piedestał, wykonany jest z granitu i opatrzony elementami z brązu.
W czasach II Rzeczypospolitej w Przemyślu były aż 3 popiersia Józefa Piłsudskiego. Wszystkie zostały zniszczone w czasie wojny, podczas której miasto było zarówno pod niemiecką jak i sowiecką okupacją.